# 3e étape du Tour d'Espagne 1999

La 3e étape du Tour d'Espagne 1999 s'est déroulée le 7 septembre entre La Roda et Fuenlabrada.

## Récit
L'Allemand Marcel Wüst remporte au sprint sa seconde étape consécutive, la 10e au total sur le Tour d'Espagne. Il s'empare du maillot de oro grâce aux bonifications. Leader au matin, Jacky Durand a fini à près de 15 minutes.

## Classement de l'étape
|   | Coureur           | Pays      | Équipe            |    | Temps |
| - | ----------------- | --------- | ----------------- | -- | ----- |
| 1 | Marcel Wüst       | Allemagne | Festina-Lotus     | en |       |
| 2 | Giovanni Lombardi | Italie    | Deutsche Telekom  |    | m.t.  |
| 3 | Serguei Smetanine | Russie    | Vitalicio Seguros |    | m.t.  |

## Classement général
|   | Coureur       | Pays           | Équipe        |    | Temps |
| - | ------------- | -------------- | ------------- | -- | ----- |
| 1 | Marcel Wüst   | Allemagne      | Festina-Lotus | en |       |
| 2 | Robbie McEwen | Australie      | Rabobank      | +  | 9 s   |
| 3 | Robert Hunter | Afrique du Sud | Lampre-Daikin |    | 10 s  |